# Membrana (akustyka)
Membrana – element konstrukcyjny podzespołów akustycznych i elektroakustycznych w postaci cienkiej folii, płytki, blaszki itp., drgającej pod wpływem fal dźwiękowych (np. w mikrofonie) lub wytwarzającej falę dźwiękową w wyniku pobudzania do drgań (np. w głośniku).

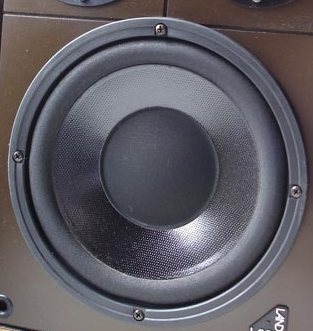
Membrana głośnika niskotonowego
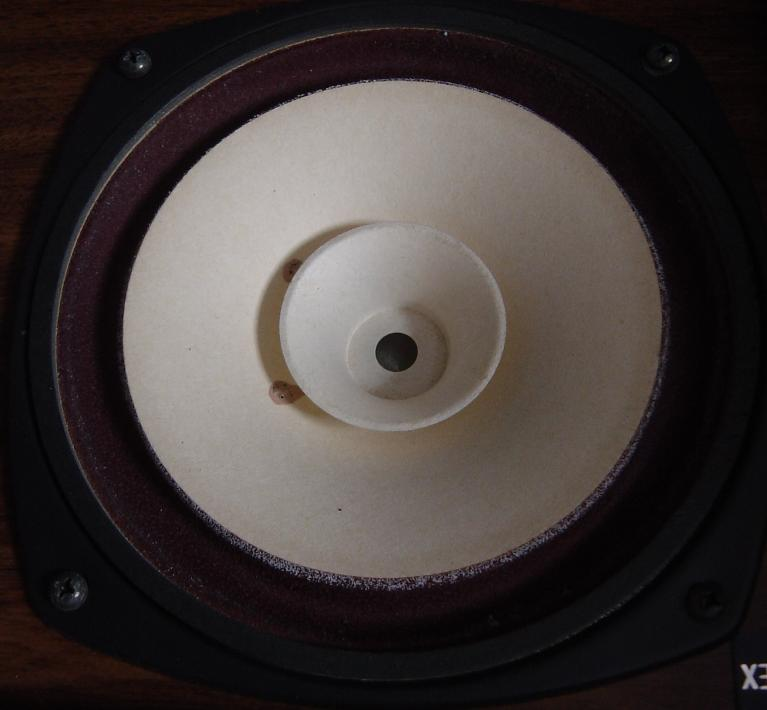
Podwójna membrana głośnika szerokopasmowego
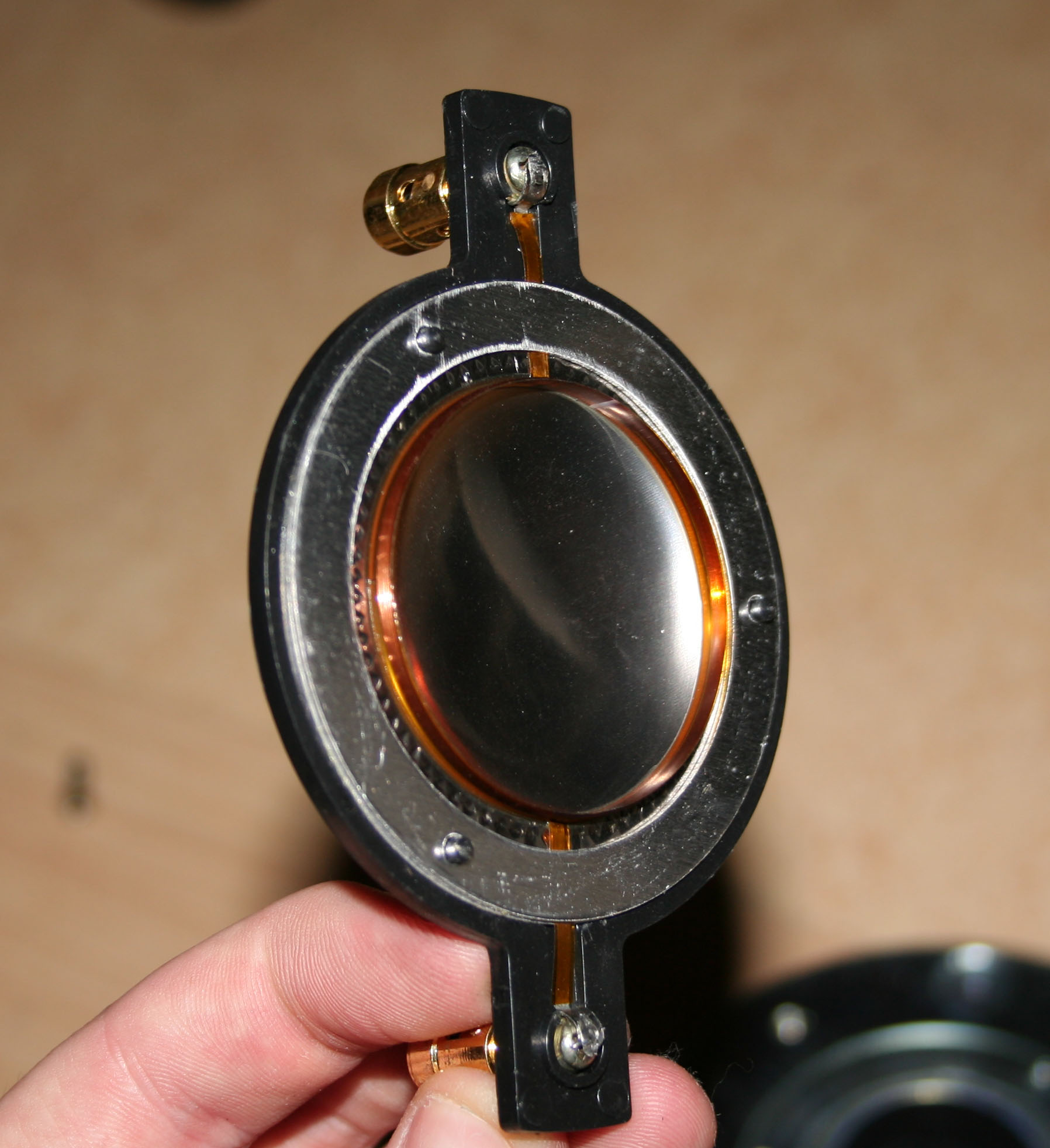
Kopułkowa membrana głośnika wysokotonowego